# 深圳人才公园
深圳人才公园（英语：Shenzhen Talent Park），简称人才公园，是位于深圳市南山区粤海街道的城市公园，地处科苑南路以东，沙河西路以西，东滨路以北，海德三道以南，与深圳湾公园连通，毗邻深圳湾超级总部基地，与中国华润大厦、深圳湾体育中心、深圳湾一号等建筑群相望，是全国首个以“人才”命名的主题公园。其建成于2017年11月1日，占地面积约77万平方米，其中水体面积约30万平方米。园内建有多处融入人才、创新元素的人文和自然景观，是深圳市广受欢迎的城市公园之一。

## 规划和建设
为彰显深圳的人才特色，深圳市委和市政府于2016年印发《关于促进人才优先发展的若干措施》，决定建设全国首个以人才为主题的高品质市政公园，并将其列入重大民生工程。2017年4月，人才公园在南山区动工建设，并于2017年11月1日，即首个深圳人才日正式开放。

## 景观和设施
人才公园与深圳湾公园相连通，构成深圳湾滨海休闲带的中心，是一个滨海生态公园。园内景观环绕内湖分布，建有花海森林、芦苇荡、静谧河谷等生态景观，是闻名南山区的赏花胜地。因靠近深圳湾畔，人才公园也常吸引鹭鸟等海鸟前来栖息。
公园将人才元素和自然景观相结合，建有人才星光桥、人才雕塑园、人才功勋墙、π桥、百杰山、公式长廊等人文景观。
园内建设有求贤阁和群英荟两栋主建筑作为功能性建筑。求贤阁为公园会务中心，设有院士讲堂、人才书吧、人才咖啡、办公区域等；群英荟为公园活动中心，设有创客空间、健身中心、人才体验馆等。

## 交通
深圳地铁2号线登良站C出口步行580米、  深圳地铁13号线人才公园站。

## 图集

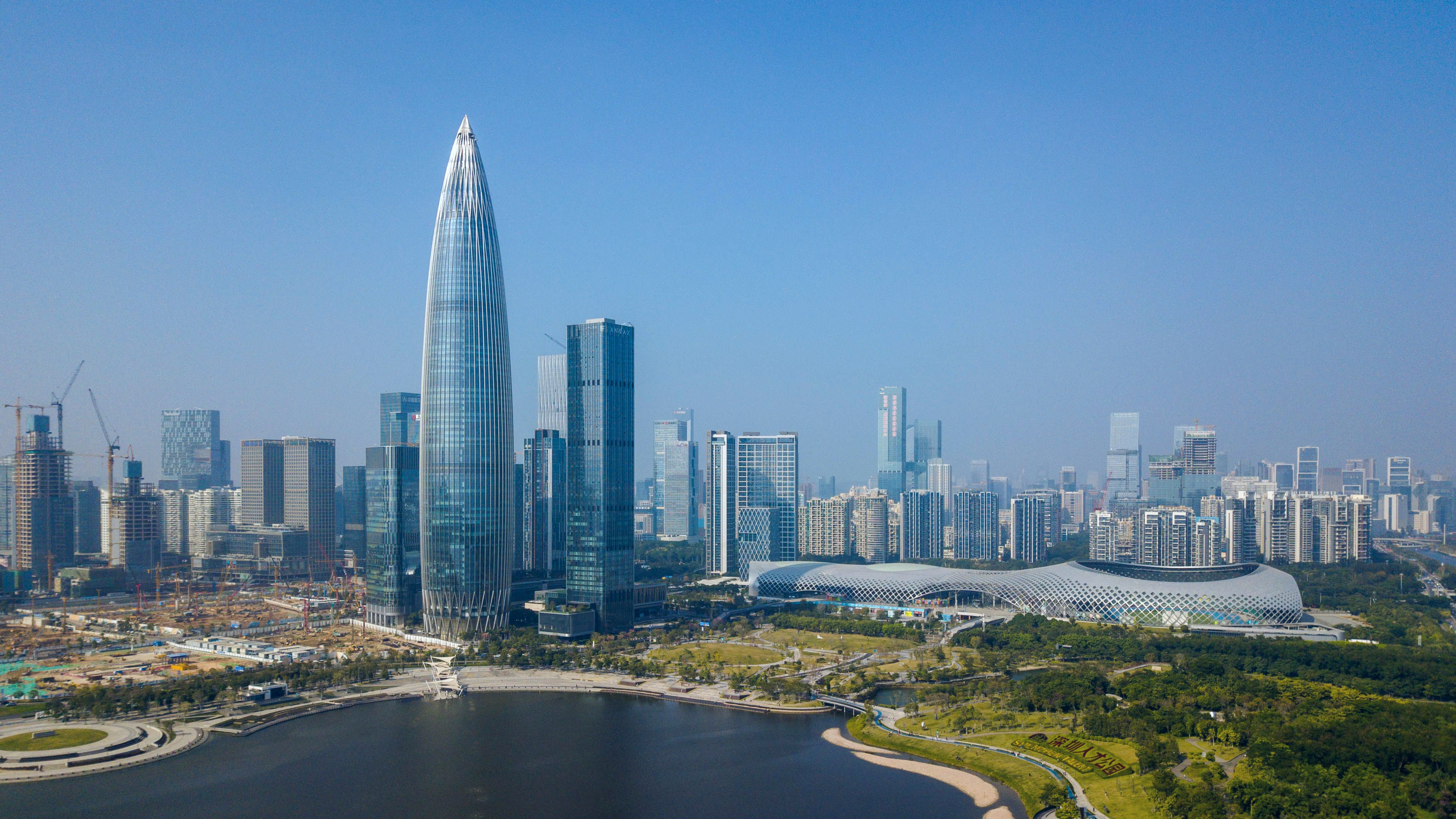
人才公园北部航拍，后方是中国华润大厦（春笋）、深圳湾体育中心等建筑群
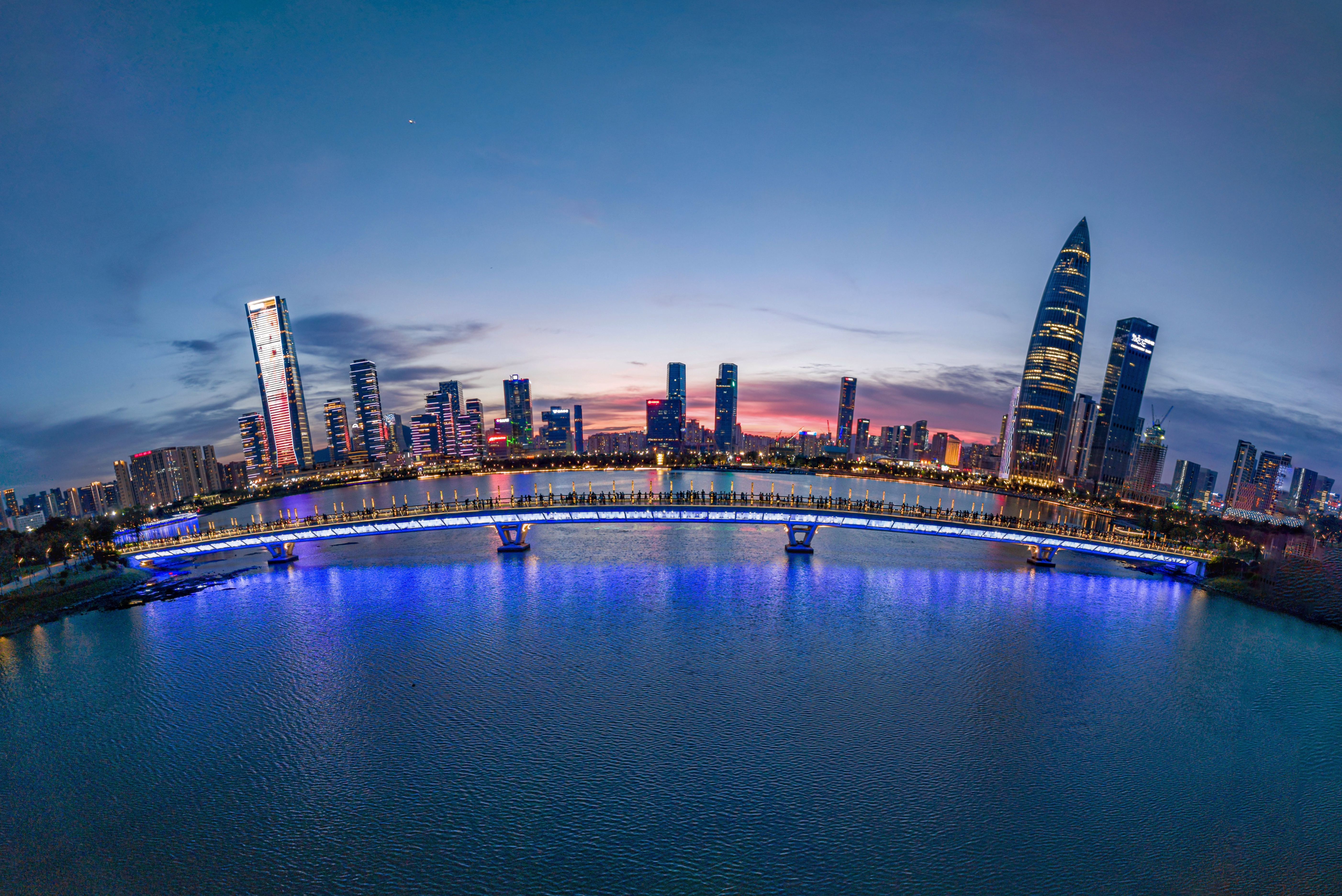
人才星光桥夜景
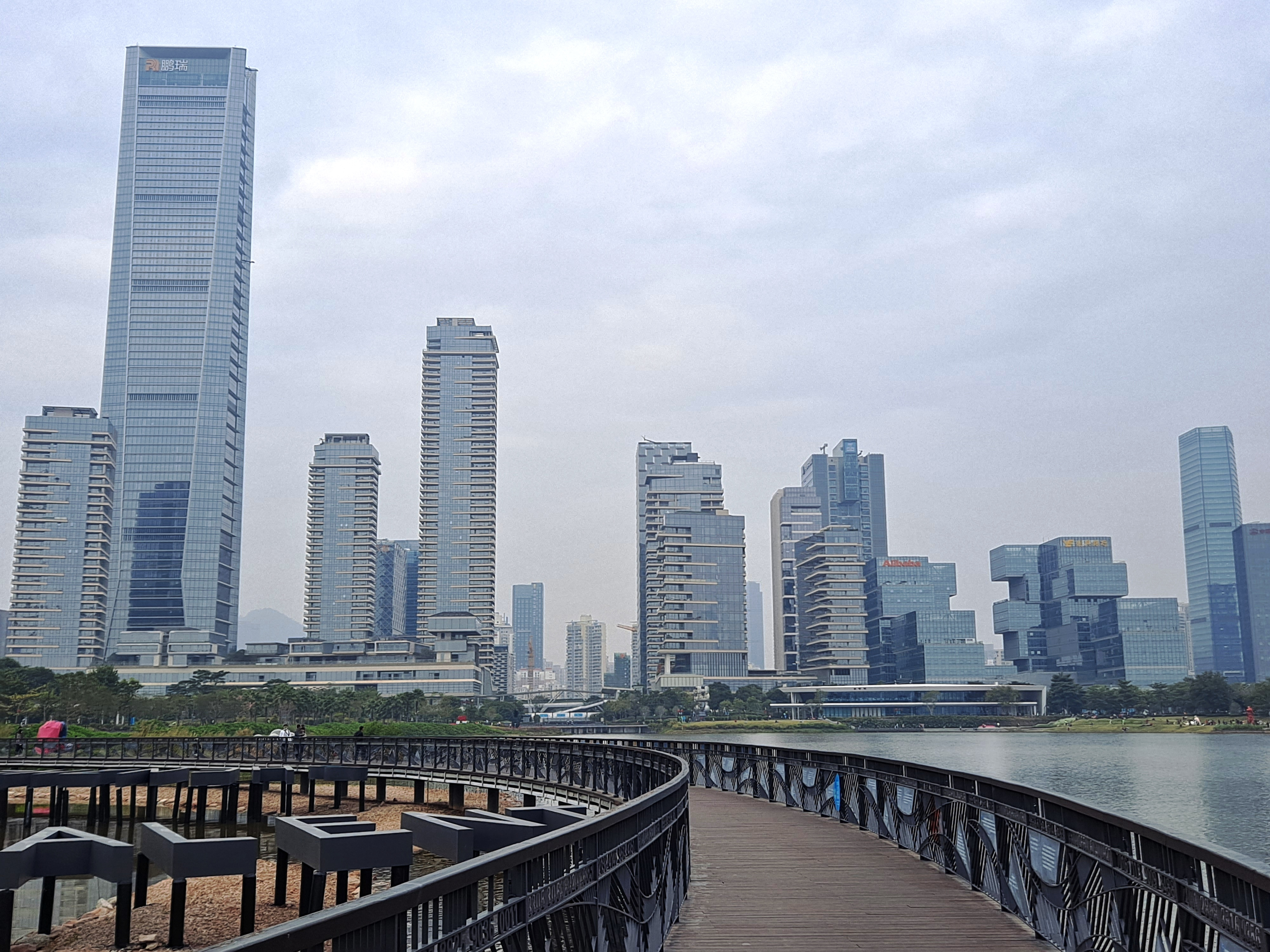
π桥景观，远景为深圳湾一号建筑群
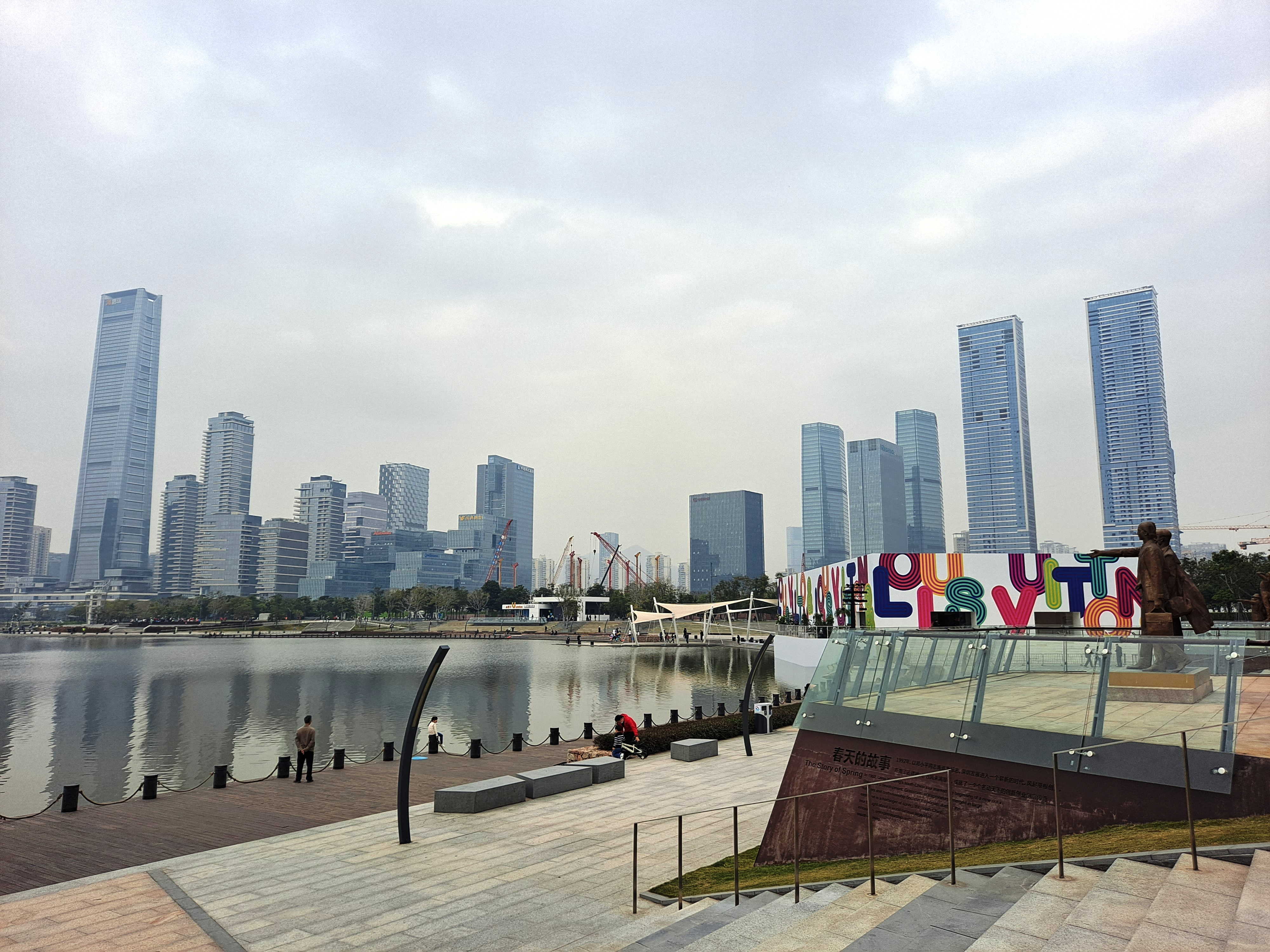
人才功勋墙，远处为潮汐广场
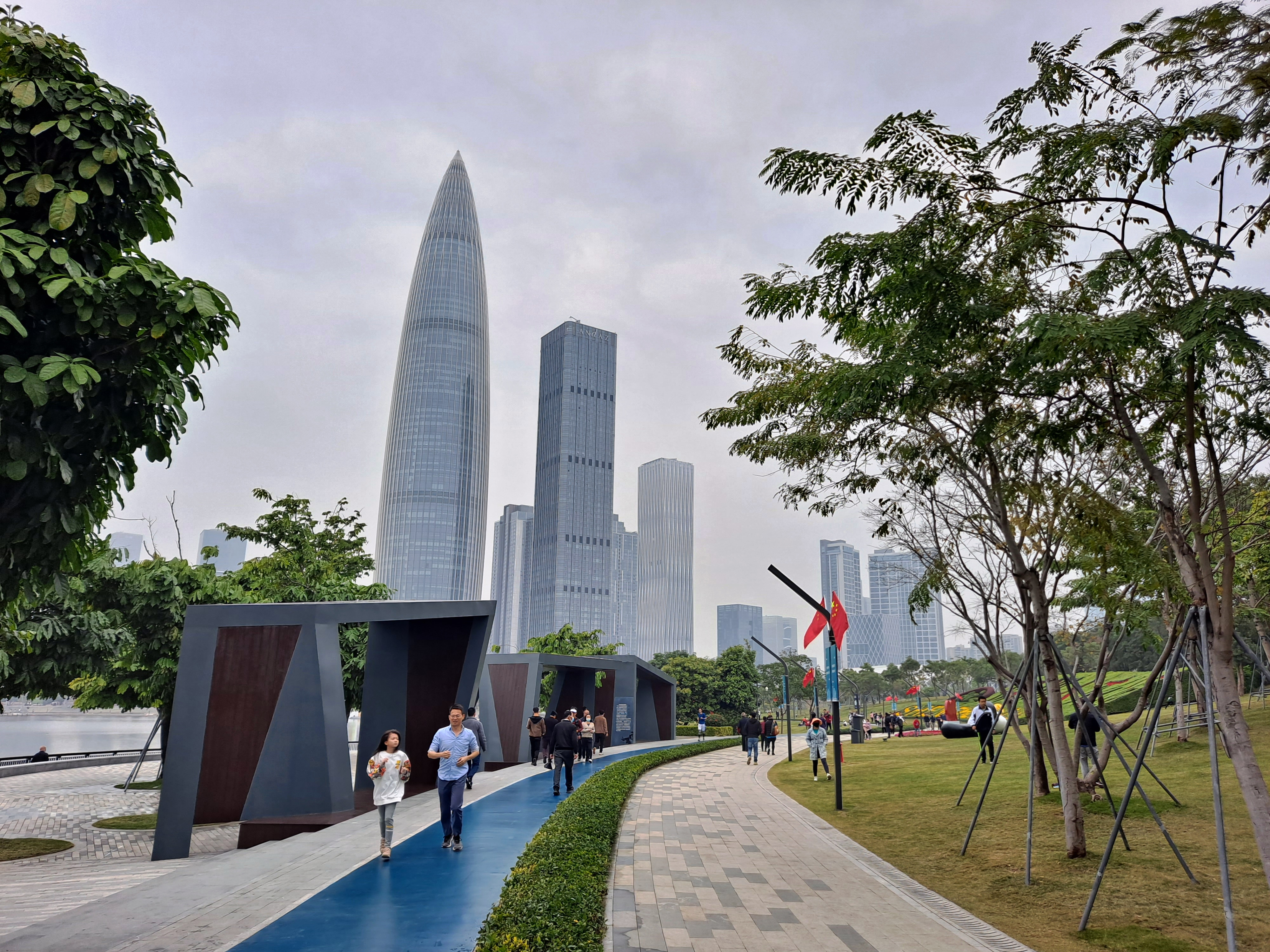
园内的塑胶跑道